# Robia LaMorte
Robia Brett LaMorte (soms ook Robia La Morte) (Queens, New York, 7 juli 1970) is een Amerikaans actrice en danseres. Zij is vooral bekend als danseres voor Prince en voor haar rol als Miss Jenny Calendar in Buffy the Vampire Slayer.
LaMorte werd geboren in de wijk Queens van New York. Ze groeide op in verschillende plaatsen, zoals de Florida Keys. In 1983 zag ze de film Flashdance, waardoor ze begon met dansen. Na school volgde ze lessen in jazzballet en tapdansen.
Op 16-jarige leeftijd begon ze met dansen in muziekvideo's, en werkte samen met onder andere de Pet Shop Boys. 

## Filmografie
- Unplanned (2019)
- Pomegranate (2005)
- Chicks, Man (2000)
- Deirdre's Party (1998)
- Spawn (1997)
- Fox Hunt (1996)
- The Pros & Cons of Breathing (1993)
- Earth Girls Are Easy (1988) (onvermeld)

### Televisie
*Exclusief eenmalige optredens
- Rescue 77 (1999); 5 afl.
- Buffy the Vampire Slayer (1997-1998); 14 afl.
- Silk Stalkings (1995-1998); 2 afl.
- Beverly Hills, 90210 (1993); 2 afl.
- Gett Off (1991) (videoclips)